# Wybory parlamentarne w Serbii w 2007 roku
Wybory parlamentarne w Serbii w 2007 roku odbyły się 21 stycznia. Były to pierwsze wybory przeprowadzone po ostatecznym rozpadzie Serbii i Czarnogóry, do którego doszło w 2006. Uprawnionych do oddania głosu było około 6,6 miliona osób. W wyniku wyborów wyłoniono 250 deputowanych do Zgromadzenia Narodowego Republiki Serbii (Skupsztiny). Próg wyborczy wynosił 5%, nie obowiązywał w przypadku ugrupowań mniejszości narodowych. W wyborach zarejestrowano 20 list wyborczych. W wyborach zwyciężyła Serbska Partia Radykalna, która jednak pozostała w opozycji.

## Wyniki wyborów
| Lista wyborcza                               | Głosy     | %     | Mandaty | +/– |
| -------------------------------------------- | --------- | ----- | ------- | --- |
| Serbska Partia Radykalna                     | 1 153 453 | 28,60 | 81      | –1  |
| Partia Demokratyczna                         | 915 854   | 22,71 | 64      | +41 |
| Demokratyczna Partia Serbii i Nowa Serbia    | 667 615   | 16,55 | 47      | –10 |
| G17 Plus                                     | 275 041   | 6,82  | 19      | –12 |
| Socjalistyczna Partia Serbii                 | 227 580   | 5,64  | 16      | –6  |
| Partia Liberalno-Demokratyczna i koalicjanci | 214 262   | 5,31  | 15      | +8  |
| Serbski Ruch Odnowy                          | 134 147   | 3,33  | 0       | –13 |
| Partia Zjednoczonych Emerytów Serbii         | 125 324   | 3,11  | 0       | –3  |
| Ruch Siła Serbii                             | 70 727    | 1,75  | 0       | –   |
| Związek Węgrów Wojwodiny                     | 52 510    | 1,30  | 3       | +3  |
| Lista na rzecz Sandżaku                      | 33 823    | 0,84  | 2       | –   |
| Związek Romów Serbii                         | 17 128    | 0,42  | 1       | +1  |
| Albańska Koalicja Doliny Preszewa            | 16 973    | 0,42  | 1       | +1  |
| Branko Pavlović – „Ponieważ musi być lepiej” | 15 722    | 0,39  | 0       | –   |
| Partia Romska                                | 14 631    | 0,36  | 1       | +1  |
| Związek Węgierski                            | 12 940    | 0,32  | 0       | –   |
| Partie Wojwodiny                             | 7359      | 0,18  | 0       | –   |
| Demokratyczna Wspólnota Serbii               | 5438      | 0,13  | 0       | –   |
| Socjaldemokracja                             | 4909      | 0,12  | 0       | –   |
| Partia Reformatorska                         | 1881      | 0,05  | 0       | –   |
| Głosy nieważne i puste                       | 66 269    | –     | –       | –   |
| Razem                                        | 4 033 586 | 100   | 250     | –   |
| Uprawnieni/frekwencja                        | 6 652 105 | 60,6  | –       | –   |

## Uczestnicy wyborów
1. Partia Demokratyczna (DS) – lista prezydenta Borisa Tadicia, nr 1 na liście: Ružica Đinđić, wdowa po Zoranie Đinđiciu. Spośród 64 mandatów 60 przypadło DS, 3 Demokratycznej Partii Sandżaku, 1 ugrupowaniu Chorwatów z Wojwodiny DSHV.
2. G17 Plus – nr 1 na liście: Mlađan Dinkić.
3. Partia Liberalno-Demokratyczna (LDP) w koalicji z Obywatelskim Sojuszem Serbii (GSS), Unią Socjaldemokratyczną (SDU) i Ligą Socjaldemokratów Wojwodiny (LSV) – nr 1 na liście: Čedomir Jovanović. Spośród 14 mandatów 5 przypadło LDP, 4 GSS, 4 LSV, 1 SDU, 1 DHSS.
4. Serbska Partia Radykalna – nr 1 na liście: Vojislav Šešelj.
5. Demokratyczna Partia Serbii (DSS) i Nowa Serbia (NS) – nr 1 na liście: premier Vojislav Koštunica. Spośród 47 mandatów 33 przypadły DSS, 10 NS, 2 Zjednoczonej Serbii i 2 SDPO.
6. Ruch Siła Serbii – nr 1 na liście: Bogoljub Karić.
7. Serbski Ruch Odnowy – nr 1 na liście: Vuk Drašković. Na liście znaleźli się też kandydaci Ludowej Partii Chłopskiej i Liberałów Serbii.
8. Związek Węgrów Wojwodiny – nr 1 na liście: József Kasza.
9. Partia Zjednoczonych Emerytów Serbii i Partia Socjaldemokratyczna – nr 1 na liście: Jovan Krkobabić.
10. Lista na rzecz Sandżaku – nr 1 na liście: Sulejman Ugljanin. Na liście znaleźli się kandydaci Partii Akcji Demokratycznej Sandżaku i innych ugrupowań regionalnych.
11. Socjalistyczna Partia Serbii – nr 1 na liście: Ivica Dačić.
12. Branko Pavlović – „Ponieważ musi być lepiej” – nr 1 na liście: Branko Pavlović.
13. Partie Wojwodiny – nr 1 na liście: Igor Kurjački.
14. Związek Romów Serbii – nr 1 na liście: Raјko Đurić.
15. Partia Reformistów – nr 1 na liście: Aleksandar Višnjić.
16. Demokratyczna Wspólnota Serbii – nr 1 na liście: Obren Joksimović.
17. Albańska Koalicja Doliny Preszewa – nr 1 na liście: Riza Halimi.
18. Socjaldemokracja – nr 1 na liście: Nenad Vukasović.
19. Związek Węgierski – nr 1 na liście: Đula Laslo.
20. Partia Romska – nr 1 na liście: Srđan Šajn.